# Pokal Slovenije 2016/17
Der Pokal Slovenije 2016/17 war die 26. Austragung des slowenischen Fußballpokalwettbewerbs der Herren. Pokalsieger wurde der NK Domžale, der sich im Finale gegen den NK Olimpija Ljubljana durchsetzte. Titelverteidiger NK Maribor schied im Halbfinale aus.
Durch den Sieg im Finale qualifizierte sich Domžale für die 1. Qualifikationsrunde der UEFA Europa League 2017/18.

## Teilnehmer
| Nogometna Liga 2015/16 |
| ---------------------- |
| NK Olimpija Ljubljana  |
| NK Maribor             |
| NK Domžale             |
| ND Gorica              |
| NK Celje               |
| NK Rudar Velenje       |
| NK Krško               |
| FC Luka Koper          |
| NK Zavrč               |
| NK Krka                |

| Sieger des Regionalpokals | Sieger des Regionalpokals             |
| ------------------------- | ------------------------------------- |
| MNZ Celje                 | NK Brežice 1919, NK Šmarje pri Jelšah |
| MNZ Koper                 | NK Jadran Dekani, NK Postojna         |
| MNZG Kranj                | NK Triglav Kranj, NK Žiri             |
| MNZ Lendava               | NK Nafta Lendava, NK Turnišče         |
| MNZ Ljubljana             | NK Dob, NK Kalcer Radomlje            |
| MNZ Maribor               | NK Lenart, NK Dravograd               |
| MNZ Murska Sobota         | NK Beltinci, ŠD Bogojina              |
| MNZ Nova Gorica           | NK Brda Dobrovo, NK TKK Tolmin        |
| MNZ Ptuj                  | NK Aluminij, ŠD Videm                 |

## Modus
In den ersten beiden Runden wurde der Sieger in einem Spiel ermittelt. Stand es nach der regulären Spielzeit von 90 Minuten unentschieden, kam es zur Verlängerung von zweimal 15 Minuten und falls danach immer noch kein Sieger feststand zum Elfmeterschießen.
Mannschaften, die sich aus dem gleichen Regionalpokal qualifiziert hatten, konnten in den beiden ersten Runden nicht aufeinander treffen. Unterklassige Teams hatten bis zum Achtelfinale Heimrecht. Im Viertel- und Halbfinale wurden die Sieger in Hin- und Rückspiel ermittelt.

## 1. Runde
| Datum                 |                      | Ergebnis  |                    |
| --------------------- | -------------------- | --------- | ------------------ |
| 17.08.2016, 16:00 Uhr | NK Jadran Dekani     | 3:0       | ŠD Videm           |
| 17.08.2016, 16:00 Uhr | NK Postojna          | 0:8       | NK Kalcer Radomlje |
| 17.08.2016, 16:00 Uhr | NK Lenart            | 0:4       | NK Rudar Velenje   |
| 17.08.2016, 16:00 Uhr | NK Dravograd         | 3:4       | NK Krško           |
| 17.08.2016, 16:00 Uhr | NK Žiri              | 0:5       | NK Celje           |
| 17.08.2016, 16:00 Uhr | NK Šmarje pri Jelšah | 1:5       | FC Luka Koper      |
| 17.08.2016, 16:00 Uhr | NK Turnišče          | 1:0       | NK Brda Dobrovo    |
| 17.08.2016, 16:00 Uhr | NK Dob               | 1:0       | NK Triglav Kranj   |
| 17.08.2016, 16:00 Uhr | ŠD Bogojina          | 3:5       | NK TKK Tolmin      |
| 17.08.2016, 16:00 Uhr | NK Krka              | 3:0       | NK Brežice 1919    |
| 17.08.2016, 16:00 Uhr | NK Beltinci          | 0:2       | NK Aluminij        |
| 17.08.2016, 18:00 Uhr | NK Nafta Lendava     | 4:2 n. V. | NK Zavrč           |

## Achtelfinale
In dieser Runde stiegen die vier Europacup-Teilnehmer NK Olimpija Ljubljana, NK Maribor, NK Domžale und ND Gorica ein.
| Datum                 |                    | Ergebnis               |                       |
| --------------------- | ------------------ | ---------------------- | --------------------- |
| 06.09.2016, 16:00 Uhr | NK Jadran Dekani   | 1:2                    | NK Rudar Velenje      |
| 07.09.2016, 16:00 Uhr | NK Dob             | 0:1                    | NK Krka               |
| 07.09.2016, 16:00 Uhr | NK Turnišče        | 0:2                    | NK Olimpija Ljubljana |
| 13.09.2016, 16:00 Uhr | NK TKK Tolmin      | 1:4 n. V.              | NK Domžale            |
| 13.09.2016, 18:00 Uhr | NK Krško           | 2:2 n. V., (3:1 i. E.) | NK Celje              |
| 14.09.2016, 18:00 Uhr | NK Kalcer Radomlje | 0:2                    | NK Maribor            |
| 14.09.2016, 18:00 Uhr | FC Luka Koper      | 0:0 n. V., (3:4 i. E.) | NK Aluminij           |
| 15.09.2016, 18:00 Uhr | NK Nafta Lendava   | 1:3                    | ND Gorica             |

## Viertelfinale
Die Hinspiele fanden am 18. und 19. Oktober 2016 statt, die Rückspiele am 25. und 26. Oktober 2016.
|                       | Gesamt    |             | Hinspiel | Rückspiel |
| --------------------- | --------- | ----------- | -------- | --------- |
| NK Olimpija Ljubljana | 6:2       | NK Aluminij | 2:1      | 4:1       |
| NK Rudar Velenje      | 2:4       | NK Krka     | 0:2      | 2:2       |
| NK Krško              | 1:4       | NK Domžale  | 0:2      | 1:2       |
| ND Gorica             | (a)1:1(a) | NK Maribor  | 1:1      | 0:0       |

## Halbfinale
Die Hinspiele fanden am 4. und 5. April 2017 statt, die Rückspiele am 11. und 12. April 2017.
|                       | Gesamt |            | Hinspiel | Rückspiel |
| --------------------- | ------ | ---------- | -------- | --------- |
| NK Domžale            | 4:0    | NK Krka    | 2:0      | 2:0       |
| NK Olimpija Ljubljana | 3:2    | NK Maribor | 2:1      | 1:1       |

## Finale
| Paarung               | NK Domžale – NK Olimpija Ljubljana |
| Ergebnis              | 1:0 (0:0) |
| Datum                 | 31. Mai 2017 um 20:30 Uhr |
| Stadion               | Stadion Bonifika, Koper |
| Zuschauer             | 3.230 |
| Schiedsrichter        | Slavko Vinčić |
| Tore                  | 1:0 Gaber Dobrovoljc (62.) |
| NK Domžale            | Dejan Milić – Matija Širok, Gaber Dobrovoljc, Miha Blažič, Jure Balkovec – Amedej Vetrih, Zeni Husmani, Žan Majer – Petar Franjić (79. Luka Volarič), Ivan Firer, Jan Repas (87. Elvis Bratanović) Cheftrainer: Simon Rožman            |
| NK Olimpija Ljubljana | Rok Vodišek – Denis Klinar, Nemanja Mitrović , Aris Zarifović, Dino Štiglec – Danijel Miškić, Alexandru Crețu – Kingsley Boateng (51. Julius Wobay), Andraž Kirm (77. Nathan Oduwa), Abass Issah – Leon Benko Cheftrainer: Safet Hadžić |
| Gelbe Karten          | Gaber Dobrovoljc, Ivan Firer, Jure Balkovec, Amedej Vetrih – Kingsley Boateng, Andraž Kirm, Denis Klinar, Danijel Miškić, Leon Benko, Aris Zarifović                                                                                    |
| Platzverweise         | keine – Alexandru Crețu (56.) |
|                       | keine – Nemanja Mitrović (90.+3') |